# Rio Branco AC
Rio Branco AC is een Braziliaanse voetbalclub uit de Braziliaanse stad Vitória in de staat Espírito Santo. Het is de succesvolste club van de staat.

## Geschiedenis
Op 15 juni 1913 besloot een stel jongeren een nieuwe voetbalclub op te richten in de stad omdat ze niet mochten spelen in reeds bestaande clubs. De club heette eerst Juventude e Vigor en had groen-gele clubkleuren. Op 10 februari 1914 werd de naam Rio Branco Football Club aangenomen, verwijzend naar de baron van Rio Branco. In 1917 werden de zwart-witte clubkleuren aangenomen. In 1930 won de club voor het eerst de staatstitel, de volgende 55 jaar zouden er nog 29 titels volgen, daarna was het stil tot 2010. In 1941 werd de naam Rio Branco AC aangenomen. In 2017 degradeerde uit de hoogste klasse van de staatscompetitie. Na één seizoen keerde de club terug. In 2024 werd de club opnieuw kampioen na negen jaar droogte.

## Erelijst
Campeonato Capixaba
1930, 1934, 1935, 1936, 1937, 1938, 1939, 1941, 1942, 1945, 1946, 1947, 1949, 1951, 1957, 1958, 1959, 1961, 1962, 1966, 1968, 1969, 1970, 1971, 1973, 1975, 1978, 1982, 1983, 1985, 2010, 2015, 2024
Copa Espírito Santo de Futebol
2016